# آسمون‌جل
آسمون‌جل فیلمی به کارگردانی و نویسندگی نصرت‌الله وحدت محصول سال ۱۳۳۸ خورشیدی است.

## داستان
جوان باهوش ولی بی‌پولی در جریان یک ماجرا کارش به مستخدمی در یک خانه می‌کشد.

## بازیگران
- نصرت‌الله وحدت
- فخری خوروش
- ژاله
- احمد قدکچیان
- گرشا رئوفی
- شمسی فضل‌الهی
- محمد متوسلانی